# Dioundiou (département)
Dioundiou est un département de la région de Dosso au Niger.

## Géographie
Le département frontalier du Nigeria se trouve à l'ouest du Niger méridional, il s'étend sur le territoire de trois communes rurales : Dioundiou, Karakara et Zabori. La superficie du département est estimée à 1 576 km2.

## Histoire
Le poste administratif de Dioundiou est instauré en 1965. En 2011, il est séparé du département de Gaya et élevé au statut de département.

## Population
Selon le recensement général de la population et de l'habitat de 2012, le département compte 109 615 habitants. De 2001 à 2012, la population a augmenté en moyenne de 3,1 % par an (pour un accroissement national moyen de : 3,9 %). 

## Administration
Le département compte trois communes rurales : Dioundiou, Karakara et Zabori.
| Code INS | Commune   | Superficie (km²) | Population (2012) | Localités |
| -------- | --------- | ---------------- | ----------------- | --------- |
| 30201    | Dioundiou | 764,8            | 54 157            | 154       |
| 30202    | Karakara  | 684,9            | 44 333            | 154       |
| 30203    | Zabori    | 126,2            | 11 125            | 55        |